# Jonathan Lambert (navigateur)
Pour les articles homonymes, voir Jonathan Lambert (homonymie).
Jonathan Lambert, né le 11 février 1772 à Salem (Massachusetts) et mort le 19 octobre 1813 à Tristan da Cunha, est un navigateur américain. 

## Biographie
Capitaine du Baltic de l'East India Company, il aborde le 27 décembre 1810 à l'île Tristan da Cunha et s'en proclame le roi. Premier colon en 1811 de l'archipel Tristan da Cuhna il le nomme alors Islands of Refreshment et accepte le protectorat britannique. 
Il meurt par noyade durant une reconnaissance des rives de l'île. 
Jules Verne le mentionne dans ses romans Le Sphinx des glaces (partie 1, chapitre VII) et Les Enfants du capitaine Grant (partie 2, chapitre II). 